# Pauliina May
Pauliina May (geboren Pauliina Pohjanheimo) (geboren 1967) is een Fins-Nederlandse zangeres en zangpedagoog. Na haar verhuizing naar Nederland, waar ze woont in Kinderdijk, maakt Pohjanheimo gebruik van “Pauliina May”, als haar artiestennaam.

## Carrière
Pauliina May studeerde zang en pedagogie aan de Pop & Jazz Conservatory, Helsinki, Finland in de jaren 1991-1996. Ze specialiseerde zich tussen 1996 en 2000 in Afro-Cubaanse muziek, Música Popular Brasileira en Argentijnse Tango op de afdeling Wereldmuziek van het Rotterdams Conservatorium. Op 11 december 2000 studeerde zij daar af als zangpedagoog.
Vanaf 2017 werkt zij als zangdocente, gespecialiseerd in Afro-Cubaanse en Caribische vocals bij Codarts.
Gelijktijdig studeerde zij Spaanse literatuur, cultuur en muziek aan de Nueva Universidad de Granada.
May maakte in 1988 een studiereis naar het Conservatorium van Santiago de Cuba.
Als zangeres heeft Pauliina May zichzelf in Finland gespecialiseerd in Afro-Cubaanse muziek. Ze trad ook op in het jazz genre in Finland.

## Prijzen
In 1993 won Pauliina May de tweede prijs van de Finse jazzcompetitie Lady Summertime. In 2001 kreeg ze de tweede prijs bij de Erasmus Jazz Prijs in Rotterdam. Trombonist Louk Boudesteijn won de eerste prijs.

## Optredens

### Live optredens
- 1991-1996 Helsinki Winter Carnaval, Hotel Hesperia, Finland.[10]
- 1993 Tour in Zweden en Noorwegen met El Septeto
- 1996 Imatra Big Band Festival, Finland: Pauliina Pohjanheimo lead zangeres met Settlemen Big Band
- 1998 Caribische eilanden (St. Maarten, Curaçao, Bonaire en Aruba) Pauliina May met Azucaraba
- 1999 Lead zangeres van de Tango Orquesta Otra (Rotterdams Conservatorium) in Berlijn
- 1999 North Sea Jazz Festival: Pauliina y La Banda Ire[11]
- 2000 Imatra Big Band Festival, Finland: Pauliina y La Banda Ire
- 2001 Tallinn, Estland: lead zangeres met Estonian Dream Big Band
- 2002 Dubrovnik New Year Celebration: lead zangeres met Saoco-masters of Salsa
- 2004 en 2005 Kajaanin Runoviikko (Gedicht week van Kajaani), Kajaani Aina-groep.
- 2006 EBU (European Broadcasting Union) Salsa Concert in Boekarest, lead zangeres van Radio Roemenië Big Band, dirigent Jere Laukkanen. Live uitgezonden op de radiostations in heel Europa.
- 2007 EBU Concert Bucuresti - oras al muzicii: Concert de Jazz, Boekarest. Lead zangeres van Radio Roemenië Big Band. Composities van Jukka Linkola. Live uitgezonden via satelliet voor 21 landen in Europa. (YLE/Finnish Broadcasting Company, Radio1, 8.5.2007)
- 2007 Opening van de tentoonstelling van Akseli Gallen-Kallela in het Groninger Museum: Aina-groep.
- 2008 Geuzen Medal Award bij de Grote Kerk in Vlaardingen, 13 maart 2008: Duo Pauliina May met pianist, componist Izak Boom. Geuzenpenning toegekend aan de voormalige Finse president Martti Ahtisaari voor zijn werk en toewijding als expert mediator in tal van internationale conflicten en burgeroorlogen. Hare Majesteit de Koningin Beatrix was aanwezig bij de prijsuitreiking.[12]
- Maart 2017 Afro-Cuban Night -concert bij Hamburger Börs, Turku, Finland. Leadzanger met Turku Jazz Orchestra , dirigent Jere Laukkanen[13]
- 2017, met Tango Extremo in de Grote Kerk van Gorinchem.

## Discografie
- El Septeto: Somos El Septeto, Helsinki, Mipu Muziek, MIPUCD202.
- Siihen ei ole sanoja (PAUCD 001). Pauliina Pohjanheimo - vocals, Tessa Virta - piano, Olli Peuhu - bas. Composities Toni Edelmann, gedichten Veijo Baltzar, 1994. (Finland). Producenten Olli Peuhu, Pauliina en Erkki Pohjanheimo[14]
- Azucaraba: Caminos por andar, Via Records 9920462, Nederland 1998. Azucaraba met Pauliina May[15]
- Son Sabroson y C.H.A: Entre salsa y son. Alba Records / FG-Naxos 2004.
- Aina Leino (BMCD 496). Aina met Pauliina May. Composities Izak Boom in gedichten van Eino Leino. Uitgever Munich Records, Nederland 2005.[16]
- Salsa Mundial - Gerardo Rosales, WBL044. Een Finse tango Rakastan, rakastan, rakastan salsa versie Rakastan (comp & lyrische gedichten door Veikko Niittynen, bewerkt door Mika Toivanen - Thomas Böttcher) Uitgeverij Callejero Music Productions, Nederland / Venezuela 2008[15]

## Familie
Pauliina's moeder is Arja Pohjanheimo en haar vader televisieproducent en regisseur Erkki Pohjanheimo. Haar zus is een Finse actrice Petriikka Pohjanheimo.